# Pedro de Librana
Pedro de Librana (?-ca. 1129) fue un religioso aragonés que fue nombrado obispo de Zaragoza.
Se trataba de un monje de origen bearnés, al que fue confiada la organización del territorio zaragozano tras su conquista a los musulmanes en 1118. Su elección probablemente se debiera a la tensa relación que el papa tenía con el principal religioso aragonés y posible candidato del rey, el obispo Esteban de Huesca. Los conflictos de Esteban con otras autoridades eclesiásticas como los obispos Ramón de Roda o Guillermo de Pamplona, favorecerían a un religioso no inscrito en los conflictos locales.
Como primer obispo de la ciudad reconquistada se encargó de convertir las mezquitas en iglesias (destacando la conversión de la mezquita mayor en la Seo de Zaragoza) y repartirlas entre los nuevos dueños de la ciudad. Una de sus obras más destacadas fue la construcción de una primitiva iglesia románica en El Pilar, sobre la antigua capilla que ahí existía. También estableció los límites de la diócesis, especialmente frente a las sedes tradicionales del Pirineo, y logró que el capítulo de Roda de Isábena enviara parte de las reliquias atribuidas a San Valero, obispo zaragozano en la época romana.
Durante su episcopado también participó en las asambleas en las que se decidió la creación de la Cofradía de Belchite y la Orden militar de Monreal, destinadas a reforzar la frontera de las tierras recientemente conquistadas al islam. Participó también en la expedición militar de Alfonso I de Aragón por Andalucía.
Murió hacia 1128-1129, existiendo disputas sobre la fecha exacta.
| Predecesor: Bernardo de Zaragoza | Obispo de Zaragoza 1119 - 1128 | Sucesor: Esteban de Zaragoza |